# Pînzărenii Noi, Fălești
Pînzărenii Noi este un sat situat în vestul Republicii Moldova, în Raionul Fălești. Aparține administrativ de comuna Pînzăreni. La recensământul din 2004 avea o populație de 77 locuitori.